# 01〜東北編〜
『01〜東北編〜』（ゼロイチ〜とうほくへん〜）はNeoBallad（ネオバラッド）のiTunes配信シングル。

## 内容
2013年3月8日リリース1stアルバム『01』収録曲から東北由来の3曲を先行シングルカット。

## 収録曲
1. 津軽じょんがら節
2. 秋田大黒舞
3. 斉太郎節